# Монахово (Бурятия)
Мона́хово — посёлок в Баргузинском районе Бурятии. Входит в городское поселение «Посёлок Усть-Баргузин».

## География
Расположен в 40 км к северу от Усть-Баргузина на полуострове Святой Нос, на юго-западном берегу Чивыркуйского залива озера Байкал, на территории Забайкальского национального парка.

## Население
| 2002 | 2010 |
| ---- | ---- |
| 7    | ↘4   |